# ذي مجاد (مذيخرة)

تعديل مصدري - تعديل

ذي مجاد محلة تابعة لقرية بني عمر، التابعة لعزلة الافيوش بمديرية مذيخرة إحدى مديريات محافظة إب في الجمهورية اليمنية، بلغ تعداد سكانها 65 حسب تعداد اليمن لعام 2004.